# Havaj, Stropkov
Havaj este o comună slovacă, aflată în districtul Stropkov din regiunea Prešov, pe malul râului Poliansky potok⁠(d). Localitatea se află la altitudinea de 274 m deasupra n.m., se întinde pe o suprafață de 19,6 km2 și în 2017 număra 399 de locuitori.

## Istoric
Localitatea Havaj este atestată documentar din 1403.

## Demografie
| An:                | 1994 | 2004   | 2014   | 2024   |
| ------------------ | ---- | ------ | ------ | ------ |
| Număr de persoane: | 415  | 420    | 398    | 393    |
| Diferență:         |      | +1,20% | −5,23% | −1,25% |

| An:                | 2023 | 2024   |
| ------------------ | ---- | ------ |
| Număr de persoane: | 404  | 393    |
| Diferență:         |      | −2,72% |